# ウォルター・ペラム (第4代チチェスター伯爵)

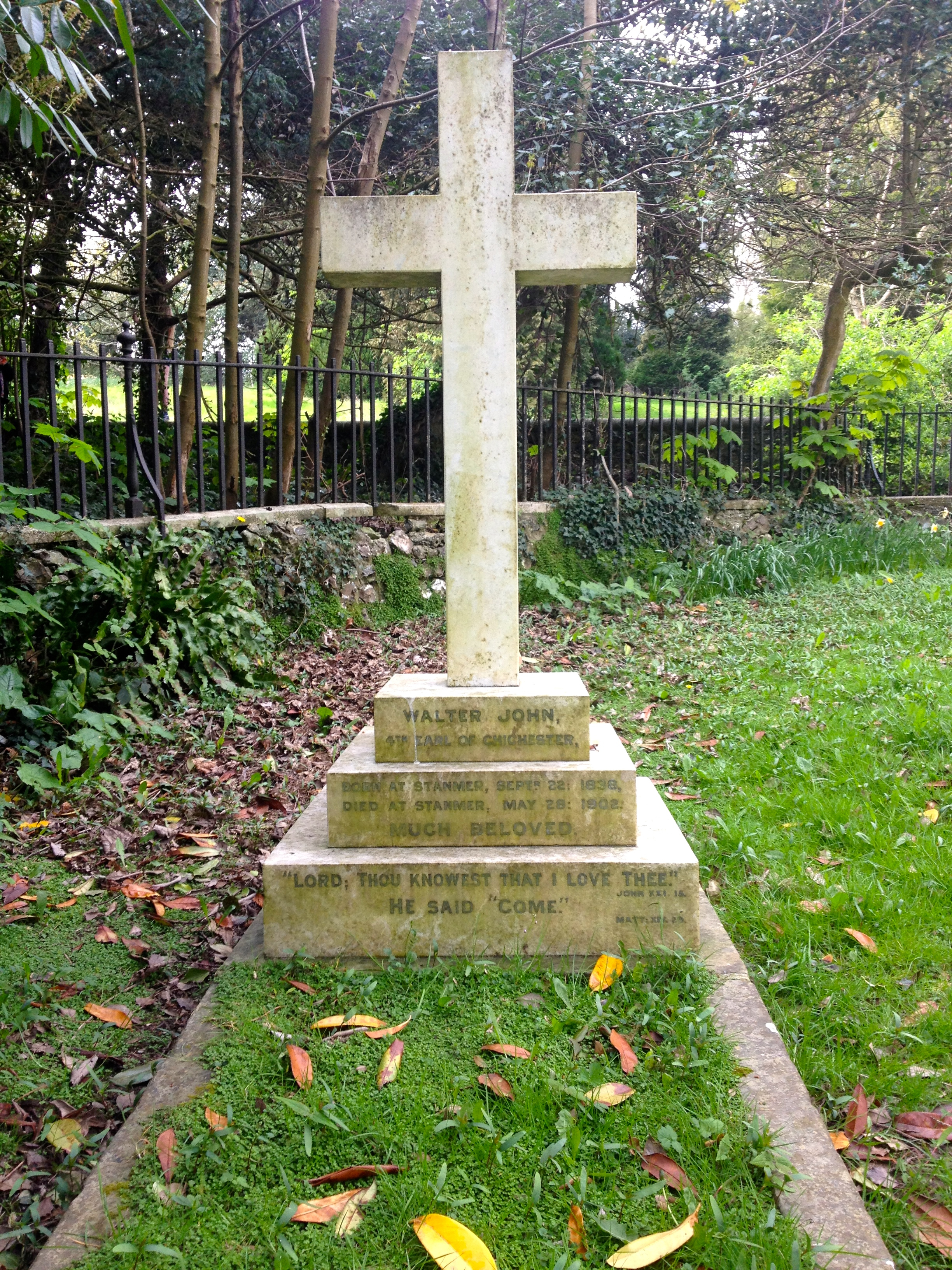
第4代チチェスター伯爵の墓

第4代チチェスター伯爵ウォルター・ジョン・ペラム（英語: Walter John Pelham, 4th Earl of Chichester, DL 1838年9月22日 - 1902年5月28日）はイギリスの貴族、政治家。1838年から爵位を継ぐ1886年まではペラム卿（Lord Pelham）と称した。

## 略歴
父は第3代チチェスター伯爵ヘンリー・ペラム、母はメアリー（第6代カーディガン伯爵ロバート・ブルーデネルの令嬢）。ハーロー校を経てケンブリッジ大学トリニティ・カレッジに進学し、1859年に文学修士号（Master of Arts）を取得。1865年から1874年まで自由党所属の庶民院議員として活動。
その他サセックス副統監、サセックス州長官（sheriff）、イースト・サセックス四季裁判所長などを務めた。
1902年、63歳でサセックスの自邸スタンマー・ハウスにて死去。スタンマー教会に埋葬されている。

## 家族
1861年、エリザベス・メアリー嬢（外交官サー・ジョン・ダンカン・ブライの令嬢）と結婚。二人の間には子供がなかったため、爵位は弟のフランシス・ゴドルフィンが継承した。チチェスター伯爵夫人は1912年11月に74歳で死去した。